# Carl Carlsson Hård af Segerstad
Carl Carlsson Hård af Segerstad, född omkring 1636, död den 10 december 1704, var en svensk militär och ämbetsman. Han var ägare av Bjursnäs i Björnlunda socken.

## Biografi
Carl Carlsson Hård af Segerstad blev kommendant i Helsingborg den 2 januari 1677, överste för Västgöta infanteriregemente 14 augusti samma år, för Kronobergs regemente 21 september samma år, och för Närkes och Värmlands regemente 26 februari 1678. Han blev den 26 juni samma år genom falska brev skrivna i kung Karl XI:s namn narrad att överlämna Helsingborg till danskarna och dömdes därför att mista tjänsten, men fick genast nåd.
Hård af Segerstad blev kommendant i Varberg 9 februari 1685 och överste över Jämtlands dragonregemente från 3 oktober 1687. Han utsågs till vice landshövding i Värmlands län 3 mars 1686 och vice landshövding i Västernorrlands län 24 november 1702.
Carl Carlsson Hård af Segerstad var son till Carl Olofsson Hård af Segerstad. Han var gift med Elisabeth Stenbock (död 1704) och de hade en dotter som dog i barnsäng. Hon var gift med Georg Wilhelm Fleetwood.